# Pauchi Sasaki
Pauchi Sasaki (Lima, 1981) és una compositora, artista experimental multidisciplinària i violinista peruana-japonesa. Ha compost música per cinema, vídeo, teatre, dansa i instal·lacions, a més de participar en concerts a Alemanya, els Estats Units, França, el Japó i Mèxic.

## Obres

### Música
- 2008. Yuyu (àlbum, Lima)
- 2010. KoPpu (àlbum, Nova York)[7]
- 2018. Omagua (suite, estrena a Berlín)[8]

### Performance
- 2016. Gama XV: Piece for Two Speaker Dresses, duo amb la flautista Claire Chase[9]

## Reconeixements i premis
- El 2016 va ser triada per estudiar 2 anys amb el compositor estatunidenc Phillip Glass a través de la Iniciativa Artística Rolex per a Mentors i Deixebles.[10][11]

### Premis
- 2011. Millor banda sonora original per la pel·lícula Regreso d'Alejandro Burmester.
  - 15a edició del Festival de Cinema de Lima.[12]
- 2014. Premi Paul Merritt Henry a l'excel·lència en composició musical per a instruments de corda[5]
- 2015. Millor banda sonora original per la pel·lícula Perro guardián de Baltazar Caravedo i Daniel Higashionna.
  - 30a edició del Festival del Cinema Llatinoamericà de Trieste a Itàlia.[13]
- 2019. Millor banda sonora original per la pel·lícula Canción sin nombre de Melina León.
  - 29a. edició del Festival Iberoamericà de Ceára a Brasil.[14]

### Retrats
- Sonidos del Perú 32: Pauchi Sasaki (juny de 2013 per Vincent Moon)[15]